# Фран Гоммер
Франсуа "Фран" Гоммер (фр. François "Frans" Gommers, 5 квітня 1917, Антверпен — 5 квітня 1996) — бельгійський футболіст, що грав на позиції захисника за клуб «Беєрсхот», а також національну збірну Бельгії. По завершенні ігрової кар'єри — тренер.
Дворазовий чемпіон Бельгії. 

## Клубна кар'єра
У футболі дебютував 1935 року виступами за команду «Беєрсхот», в якій провів одинадцять сезонів. 
Завершив професійну ігрову кар'єру у клубі «Стандард» (Льєж), за команду якого виступав протягом 1946—1947 років.
| Дата       | Місто | Господарі | Результат | Гості   | Турнір           | Голи | Примітки |
| ---------- | ----- | --------- | --------- | ------- | ---------------- | ---- | -------- |
| 30.01.1938 | Париж | Франція   | 5 – 3     | Бельгія | товариський матч | -    |          |
| 27.05.1939 | Лодзь | Польща    | 3 – 3     | Бельгія | товариський матч | -    |          |
| Усього     |       | Матчів    | 2         |         | Голів            | 0    |          |

## Кар'єра тренера
Розпочав тренерську кар'єру, повернувшись до футболу після невеликої перерви, 1952 року, очоливши тренерський штаб клубу «Беєрсхот». Досвід тренерської роботи обмежився цим клубом.
Помер 5 квітня 1996 року на 80-му році життя.

## Титули і досягнення
- Чемпіон Бельгії (2):

«Беєрсхот»: 1937-1938, 1938-1939